# U Nu
U Nu (właściwie Thakin Nu) (ur. 25 maja 1907 w Wakema, Mjanma, zm. 14 lutego 1995 w Rangunie, Mjanma) – birmański polityk i pisarz.
Studiował na Uniwersytecie Ranguńskim. W 1936 roku za działalność niepodległościową został wyrzucony z uczelni przez co spowodowało wybuch strajku studenckiego. W efekcie protestów U Nu powrócił na uczelnię i ukończył studia. Następnie uczestniczył w antykolonialnym ruchu Thakinów. Od 1943 do 1945 był ministrem spraw zagranicznych. Od 1947 do 1958 stał na czele Antyfaszystowskiej Lidze Wolności Ludu. 9 kwietnia 1947 przeprowadzono wybory, które przyniosły sukces Lidze która zdobyła 60% głosów, co przełożyło się na 248 z 255. W wyniku wyborczego zwycięstwa U Nu objął rolę premiera rządu autonomicznego, a od 1948 roku premiera niepodległej Birmy. Okres rządów U Nu określany jest mianem „dekady demokratycznej”. Rządy U Nu spotkały się z silną opozycją ze strony komunistów, którzy w 1948 roku rozpoczęli walkę partyzancką z rządem birmańskim. U Nu w trakcie swoich rządów silnie odwoływał się do buddyzmu a jednym z jego najważniejszych posunięć było zwołanie VI Soboru Buddyjskiego w 1954, który to pojawił się w Birmie po raz pierwszy od czasów króla Mindon Mina. W polityce zagranicznej należał do zwolenników ruchu państw niezaangażowanych, którego został jednym z liderów. W przeciwieństwie do innych byłych kolonii brytyjskich Mjanma nie przystąpiła do Wspólnoty Narodów. Okres jego rządów związany był z ożywieniem gospodarczym wywołanym dzięki intensywnemu eksportowi ryżu i reparacjom wojennym.
W styczniu 1950 roku na skutek wycofania się wojsk chińskiego Kuomintangu na tereny Birmy doszło do poważnego kryzysu państwowego. Kryzys przyczynił się do intensyfikacji wydatków na wojsko w rezultacie czego armia na czele z generałem Ne Winem stała się swoistym „państwem w państwie”. Gdy w 1958 roku sytuacja zaczęła się stabilizować, premier U Nu podjął rozmowy z rebeliantami, co spotkało się z dezaprobatą armii w rezultacie czego doszło do wojskowego zamachu stanu w wyniku którego do władzy doszedł Ne Win. Ne Win w 1960 roku zorganizował demokratyczne wybory w których do władzy powrócił U Nu. Ostatni etap rządów U Nu charakteryzował się jednak złym zarządzaniem sprawami państwa i rozkładem Ligi Wolności Ludu co spowodowało w 1962 roku kolejny zamach stanu Ne Wina i ustanowienie w kraju junty wojskowej. W okresie 1962–1969 był więziony i przetrzymywany w areszcie domowym. W 1969 udał się na emigrację, z której powrócił na skutek amnestii w 1980. Jako działacz ruchu na rzecz demokratycznego ustroju w latach od 1988 do 1992 po raz kolejny został osadzony w areszcie domowym.

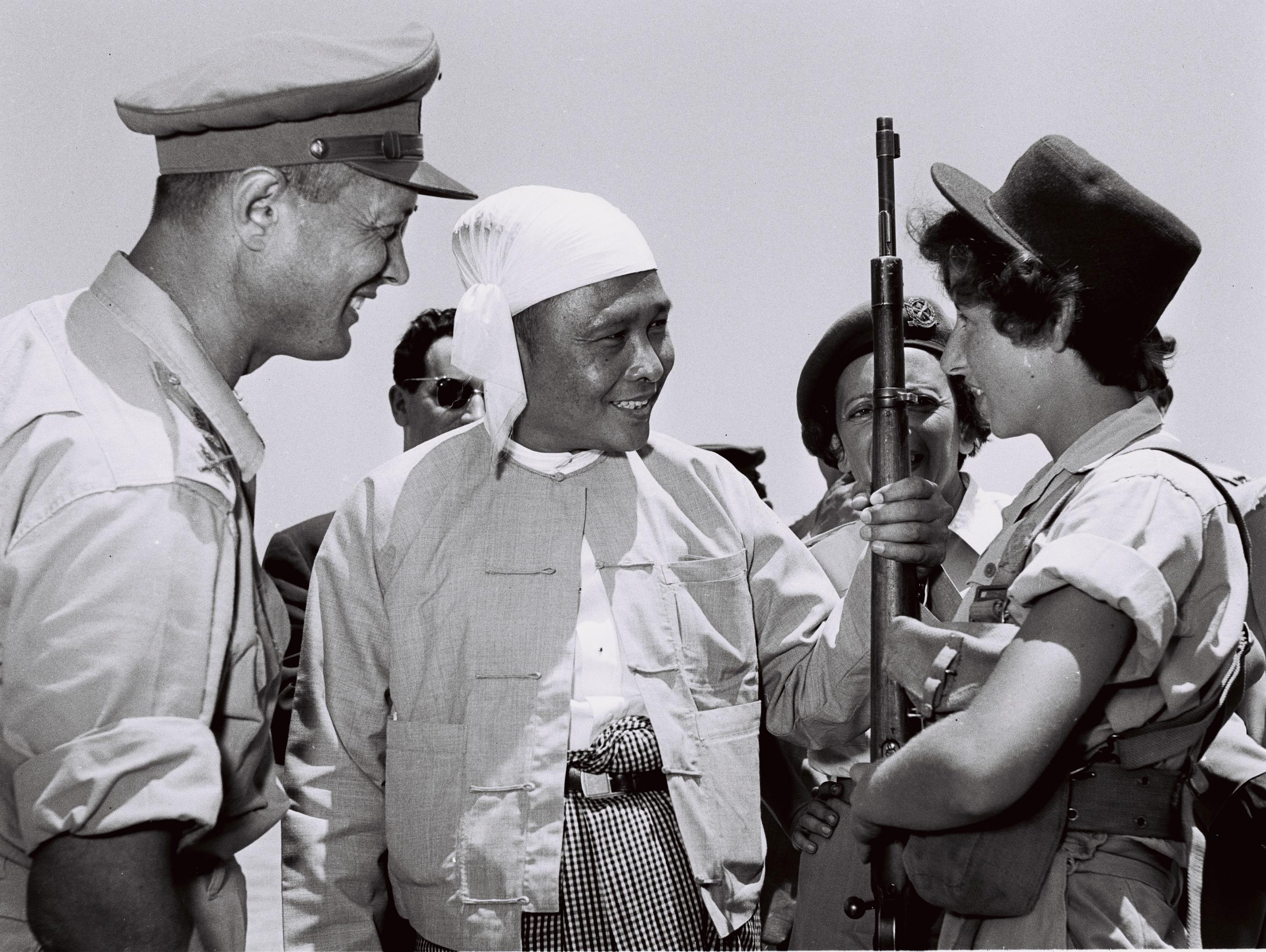
U Nu z wizytą w Izraelu (w środku), Mosze Dajan (z lewej)